# ジャズ・ファンク
ジャズ・ファンク（Jazz-funk）は、ポピュラー・ミュージック、およびジャズのジャンルの一つ。定義と範囲は曖昧である。
ジャズにファンク、ソウル、R&Bなどの要素が融合され、曲中に即興演奏（ジャム）も含まれる。

## 歴史
1960年代のブルーノート・レコードは、ジミー・スミス、ベイビー・フェイス・ウィレットらのソウル・ジャズ、オルガン・ジャズのアルバムを発表した。さらに60年代後半から、マイルス・デイヴィスらのジャズ・ミュージシャンが電気楽器とロックの演奏スタイルを取り込んだエレクトリック・ジャズやジャズ・ロックの作品を発表した。これが後にクロスオーバー、フュージョンへと変質するようになった。1970年代まではあまりジャズ・ファンクという呼ばれ方はされず、この呼称が流行するようになったのは、1980年代後半のアシッド・ジャズやレア・グルーヴのブーム以降である。
ジャズ・ファンクの代表的なアルバムとしては、マイルス・デイヴィスの『オン・ザ・コーナー』(1972年)や、ジミー・スミスの『ルート・ダウン』(1972年)などがあげられる。またマイケル・ヘンダーソンは、1980年にジャズ・ファンク曲「ワイド・レシーバー」を発表した。
一定のグルーヴを強調したリズム・アンサンブルからなるファンクの要素を取り込んだ作品もあったが、ジャズのアルバムは、そもそもセールスには結びつかないことが多い。ジャズ・ファンクの一部は、後にヒップホップのサンプリングのソースとしても利用され、脚光を浴びるようになった。

## 主なミュージシャン
| - ギル・スコット・ヘロン - ザ・クルセイダーズ - ジャック・マクダフ - ジャミロクワイ - ジョージ・デューク - ジミー・スミス - ジーン・ハリス - スタンリー・クラーク - ソウライヴ - チャック・レイニー | - ザ・ニュー・マスターサウンズ - ハービー・マン - ハーヴィー・メイソン - ハービー・ハンコック - パトリース・ラッシェン - ファンク・インク - ザ・ブランニュー・ヘヴィーズ - ブレッカー・ブラザーズ - プレジャー - ザ・ベイカー・ブラザーズ | - マーカス・ミラー - マイケル・ヘンダーソン - メデスキ、マーティン・アンド・ウッド - ラスト・ポエッツ - ルー・ドナルドソン - ロイ・エアーズ・ユビキティ - ロドニー・フランクリン - ロニー・ジョーダン - ロニー・スミス |